# Лемма Соллертинского
Ле́мма Соллерти́нского — утверждение проективной геометрии.
| Пусть {\displaystyle P} — произвольная точка и {\displaystyle f} — проективное преобразование. Тогда множество точек пересечения {\displaystyle l} и {\displaystyle f(l)}, где {\displaystyle l} — прямая, проходящая через {\displaystyle P}, есть коника, проходящая через точки {\displaystyle P} и {\displaystyle f(P).} |

## Доказательство
Пусть {\displaystyle a}, {\displaystyle b}, {\displaystyle c} — прямые, проходящие через точку {\displaystyle P}, {\displaystyle A}, {\displaystyle B}, {\displaystyle C} — точки пересечения {\displaystyle a} и {\displaystyle f(a)}, {\displaystyle b} и {\displaystyle f(b)}, {\displaystyle c} и {\displaystyle f(c)}. Пять точек {\displaystyle A}, {\displaystyle B}, {\displaystyle C}, {\displaystyle P}, {\displaystyle f(P)} определяют конику, притом единственную. Пусть вторая точка пересечения прямой {\displaystyle d}, проходящей через {\displaystyle P}, с этой коникой, {\displaystyle D'}, а точка пересечения прямой {\displaystyle f(d)} с этой коникой, {\displaystyle D''}. Тогда равны следующие двойные отношения: {\displaystyle (A;B;C;D')=(a;b;c;d)=(f(a);f(b);f(c);f(d))=(A,B,C,D'')}. Значит, {\displaystyle D'=D''}, то есть прямые {\displaystyle d} и {\displaystyle f(d)} переекаются на той же конике. В силу произвольности выбора прямой {\displaystyle d} на ней лежат все такие точки пересечения, что и требовалось.

## История
Лемма названа в честь петербургского математика Н. Соллертинского, использовавшего её при доказательстве теоремы Сонда́ в 1896 году. На самом деле это утверждение было известно до Соллертинского; приписывается оно ещё Якобу Штейнеру.

## Частные случаи, обобщения и следствия
- Если {\displaystyle f} — движение плоскости, сохраняющее ориентацию фигур, то полученная коника будет окружностью. Это равносильно теореме о вписанном угле.
- Если {\displaystyle f} — движение плоскости, изменяющее ориентацию фигур, то полученная коника будет равносторонней гиперболой. Это следует из того, что описанная коника проходит через ортоцентр треугольника тогда и только тогда, когда она является равносторонней гиперболой.
- Двойственное к лемме Соллертинского утверждение звучит так: | Пусть {\displaystyle l} — произвольная прямая и {\displaystyle f} — проективное преобразование. Тогда все прямые {\displaystyle Pf(P)}, где {\displaystyle P} — точка, лежащая на {\displaystyle l}, касаются коники, касающейся прямых {\displaystyle l} и {\displaystyle f(l).} |
- Обратно, всякое гармоническое соответствие двух прямых на плоскости (соответствие между их точками, сохраняющее двойные отношения) получается таким образом: выбирается коника {\displaystyle Q}, касающаяся обеих прямых {\displaystyle \ell ,\ell '}, в точке {\displaystyle x\in \ell } проводится касательная к {\displaystyle Q}, отличная от {\displaystyle \ell }, и берется точка ее пересечения с {\displaystyle \ell '}.
- Если {\displaystyle \ell ,\ell '} — две скрещивающиеся прямые в пространстве, и {\displaystyle f\colon \ell \to \ell '} — соответствие, сохраняющее двойные отношения, то прямая {\displaystyle xf(x)} заметает некую квадрику. Они будут составлять одно из двух семейств прямых на ней, а {\displaystyle \ell } и {\displaystyle \ell '} будут относиться к другому семейству.

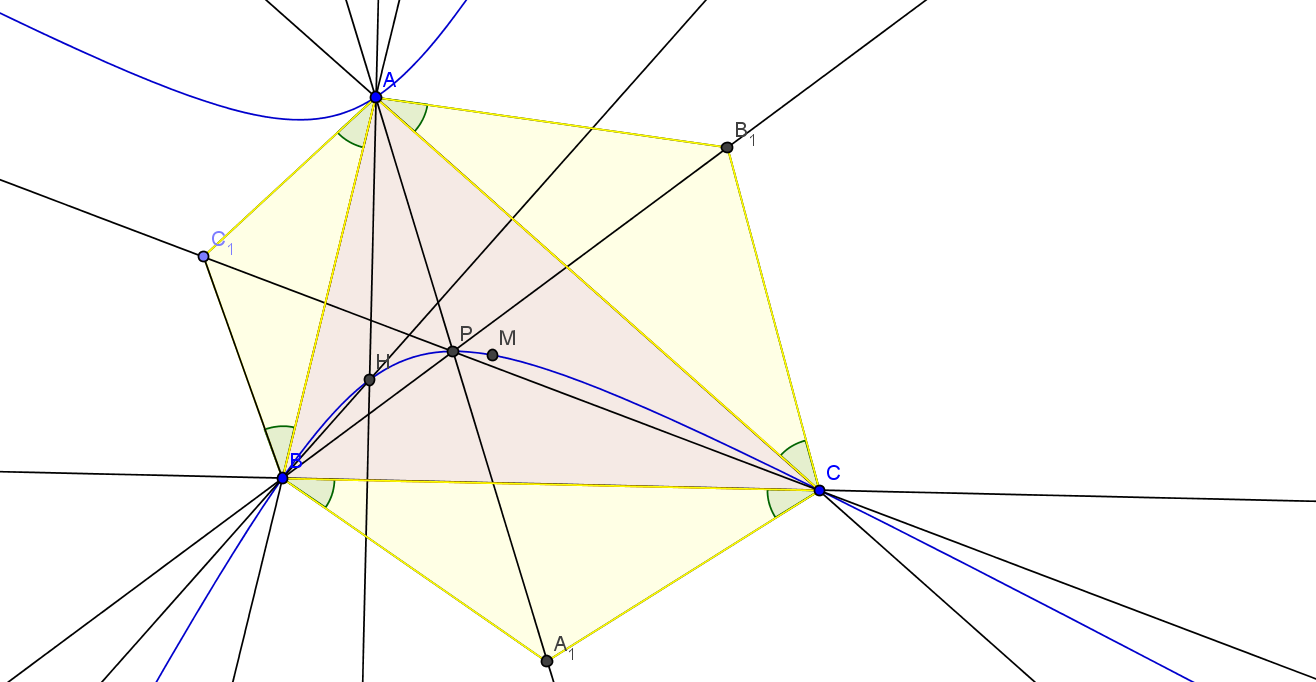
Гипербола Киперта

- Пусть на сторонах произвольного треугольника {\displaystyle ABC} построили во внешнюю (внутреннюю) сторону подобные равнобедренные треугольники {\displaystyle ABC'}, {\displaystyle ACB'}, {\displaystyle BCA'}. Тогда прямые {\displaystyle AA'}, {\displaystyle BB'}, {\displaystyle CC'} пересекаются в одной точке, лежащей на описанной гиперболе, проходящей через центроид и ортоцентр — гиперболе Киперта.
- Если два треугольника ортологичны, причём центры ортологии совпадают, то они перспективны.
  - Это утверждение Соллертинский использовал при доказательстве теоремы Сонда.
  - Из него также следует, что если два треугольника полярны, то они перспективны.